# Maximilian Entrup
 (novembre 2023).
La mise en forme du texte ne suit pas les recommandations de Wikipédia : il faut le « wikifier ».
Les points d'amélioration suivants sont les cas les plus fréquents. Le détail des points à revoir est peut-être précisé sur la page de discussion.
- Les titres sont pré-formatés par le logiciel. Ils ne sont ni en capitales, ni en gras.
- Le texte ne doit pas être écrit en capitales (les noms de famille non plus), ni en gras, ni en italique, ni en « petit »…
- Le gras n'est utilisé que pour surligner le titre de l'article dans l'introduction, une seule fois.
- L'italique est rarement utilisé : mots en langue étrangère, titres d'œuvres, noms de bateaux, etc.
- Les citations ne sont pas en italique mais en corps de texte normal. Elles sont entourées par des guillemets français : « et ».
- Les listes à puces sont à éviter, des paragraphes rédigés étant largement préférés. Les tableaux sont à réserver à la présentation de données structurées (résultats, etc.).
- Les appels de note de bas de page (petits chiffres en exposant, introduits par l'outil «  Source ») sont à placer entre la fin de phrase et le point final[comme ça].
- Les liens internes (vers d'autres articles de Wikipédia) sont à choisir avec parcimonie. Créez des liens vers des articles approfondissant le sujet. Les termes génériques sans rapport avec le sujet sont à éviter, ainsi que les répétitions de liens vers un même terme.
- Les liens externes sont à placer uniquement dans une section « Liens externes », à la fin de l'article. Ces liens sont à choisir avec parcimonie suivant les règles définies. Si un lien sert de source à l'article, son insertion dans le texte est à faire par les notes de bas de page.
- La présentation des références doit suivre les conventions bibliographiques. Il est recommandé d'utiliser les modèles {{Ouvrage}}, {{Chapitre}}, {{Article}}, {{Lien web}} et/ou {{Bibliographie}}. Le mode d'édition visuel peut mettre en forme automatiquement les références.
- Insérer une infobox (cadre d'informations à droite) n'est pas obligatoire pour parachever la mise en page.

Pour une aide détaillée, merci de consulter Aide:Wikification.
Si vous pensez que ces points ont été résolus, vous pouvez retirer ce bandeau et améliorer la mise en forme d'un autre article.
Maximilian Entrup (né le 25 juillet 1997) est un footballeur international autrichien qui joue actuellement pour le Linz ASK.

## Biographie

### En club
Lors de sa jeunesse, Maximilian passe par de nombreux clubs notamment situés dans la capitale autrichienne, sans se faire une place privilégiée. En 2012, il rejoint les sections de jeunes du Floridsdorfer AC où il a été le meilleur buteur lors de la saison 2012-2013.
Grâce à ses succès dans ce même club lors des saisons suivantes, il a été promu dans l'équipe réserve afin de jouer ses premiers matchs en senior, évoluant alors en 6e division autrichienne à ce moment-là. Rapidement, il est appelé avec l'équipe première pour des matchs de deuxième division, où il fera sa première apparition le 6 novembre 2015 contre le FC Liefering, en entrant à la 85e minute, il réalise une passe décisive sur le seul but de son équipe, lors d'une défaite 1-5 à domicile.
Il inscrit son premier but professionnel contre l'Austria Lustenau le 11 mars 2016, le seul but de son équipe.
Le Floridsdorfer se retrouve relégué en troisième division à l'issue de la saison 2015-2016 où ils finissent dernier du championnat, Entrup aura marqué trois buts et servi deux passes décisives.
Pour la saison 2016-2017, il rejoint le Rapid Vienne pour un transfert de 200 000 €, il y signe un contrat de trois ans. Il effectue son premier match le 31 juillet 2016 pour le compte de la deuxième journée de championnat. Pour les supporters, le transfert est une anomalie, Maximilian étant passé par les équipes de jeunes du rival de l'Austria Vienne et étant anciennement actif d'un groupe de supporters du même club, il est pris pour cible par les ultras du club, recevant notamment un pétard sur lui, il ne jouera donc que deux matchs au total pour le Rapid.
En janvier 2017, il est alors envoyé en prêt au Sankt Pölten jusqu'à la fin de la saison 2017-2018. Il aura joué sept matchs sans marquer lors de ces deux saisons.
A son retour de prêt, son contrat au club est résilié, il signe alors librement au SV Lafnitz, alors en deuxième division autrichienne pour la saison 2018-2019. Il effectuera 30 matchs sous ce maillot, pour un total de 5 buts avec l'équipe professionnelle, et un quintuplé avec l'équipe réserve.
Par la suite, Maximilian effectuera trois années en troisième division autrichienne, il rejoint le FCM Traiskirchen en janvier 2020, et le quittera pour le FC Marchfeld Donauauen en janvier 2022. Ce dernier club, va lui permettre de se révéler, en 38 matchs en une saison et demie, il marque 32 buts et se fait donc remarquer en Autriche.
En juillet 2023, Maximilian signe au TSV Hartberg et effectue donc son retour en première division autrichienne après cinq ans. Signé dans un premier temps pour une durée d'un an, son contrat contient une option de prolongation jusqu'en 2025. L'option a été activée en décembre 2023, après un bon début de saison du nouvel international autrichien. Lors de la saison 2023-2024 il inscrit treize buts en championnat, faisant de lui le deuxième meilleur buteur de Bundesliga.
Pendant l'été 2024, Entrup est transféré au LASK pour un transfert de 1 300 000 € accompagné d'un contrat de 5 ans.

### En sélection
Maximilian fait une apparition en équipe nationale U19 lors de ses débuts en professionnel au Floridsdorsfer AC.
Il est convoqué pour la première fois avec l'équipe nationale d'Autriche le 6 novembre 2023.
Il fait son entrée en jeu en fin de rencontre le 21 novembre 2023 lors du match amical contre l'Allemagne dans une victoire 2-0.
Il marque son premier but en sélection le 26 mars 2024 dans une victoire 6-1 contre la Turquie.
Le 7 juin 2024, il fait partie de la liste des 26 joueurs convoqués par Ralf Rangnick pour disputer l'Euro 2024.